# Swertia marginata
Swertia marginata är en gentianaväxtart som beskrevs av Alexander Gustav von Schrenk. Swertia marginata ingår i släktet Swertia och familjen gentianaväxter. Inga underarter finns listade i Catalogue of Life.